# David Rutherford
David Rutherford (* 30. April 1987 in Ladner, British Columbia) ist ein ehemaliger kanadischer Eishockeyspieler, der im Verlauf seiner aktiven Karriere zwischen 2005 und 2020 hauptsächlich in den nordamerikanischen Minor Leagues auf der Position des rechten Flügelstürmers gespielt hat. Zudem war Rutherford auch in der britischen Elite Ice Hockey League (EIHL) aktiv, wo er für die Belfast Giants und Edinburgh Capitals auflief.

## Karriere

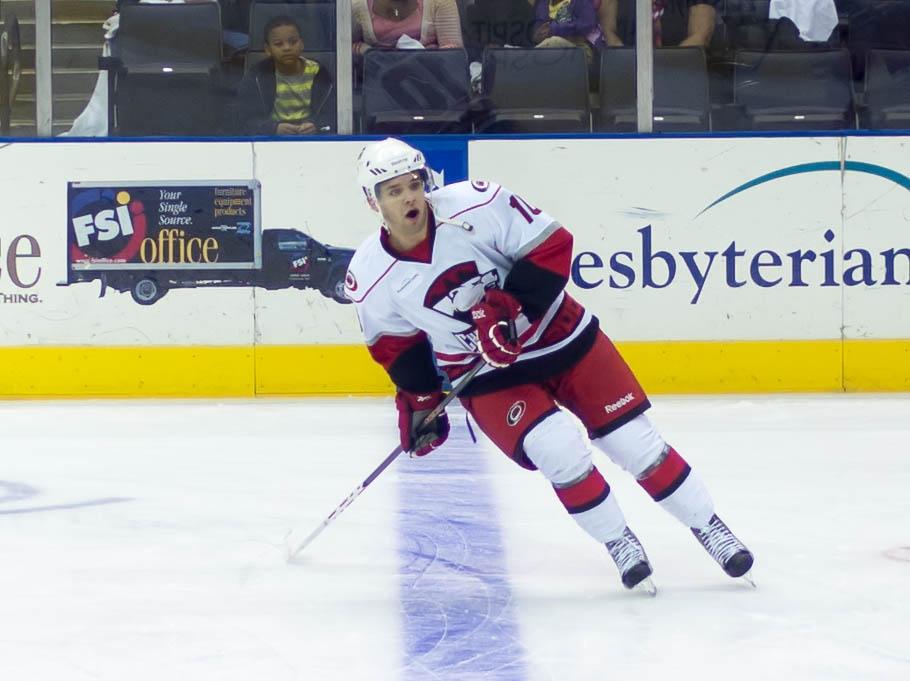
Rutherford im Trikot der Charlotte Checkers (2013)

David Rutherford begann seine Karriere als Eishockeyspieler in der kanadischen Juniorenliga British Columbia Hockey League (BCHL), in der er von 2003 bis 2005 für die Chilliwack Chiefs und Surrey Eagles aktiv war. Zur Saison 2005/06 wechselte der Flügelspieler in die kanadische Juniorenliga Western Hockey League (WHL), in der er mit den Vancouver Giants auf Anhieb den Ed Chynoweth Cup, den Meistertitel der WHL, gewann. Von 2006 bis 2008 spielte er für deren Ligarivalen Spokane Chiefs, mit denen er in der Saison 2007/08 ebenfalls den Ed Chynoweth Cup gewann. Zudem setzte er sich mit seiner Mannschaft anschließend im Finalturnier um die Meisterschaft der Canadian Hockey League (CHL), den Memorial Cup, durch.  
Die Saison 2008/09 begann Rutherford bei den Charlotte Checkers in der ECHL und beendete sie bei deren Ligarivalen Phoenix RoadRunners. Anschließend spielte er zwei Jahre lang für die Bossier-Shreveport Mudbugs, mit denen er in der Saison 2010/11 den Ray Miron President’s Cup der Central Hockey League (CHL) gewann. In derselben Spielzeit nahm er am All-Star Game der Central Hockey League teil. Zur Saison 2011/12 wurde der Kanadier von den Florida Everblades aus der ECHL verpflichtet, aber in der Spielzeit auch bei deren Kooperationspartner Charlotte Checkers in der klassenhöheren American Hockey League (AHL) eingesetzt. Von 2013 bis 2015 spielte er dann im schnellen Wechsel für verschiedene Vereine der ECHL und der CHL, bevor es ihn nach Großbritannien zog.
Dort spielte Rutherford zunächst beim schottischen Klub Edinburgh Capitals in der Elite Ice Hockey League (EIHL), wechselte aber bereits im Januar 2016 in die nordirische Hauptstadt zum Ligakonkurrenten Belfast Giants. Er verbrachte dort drei erfolgreiche Spielzeiten, in den er mit dem Team zweimal den Pokalwettbewerb der Liga und einmal die Britische Meisterschaft gewann. Die Spielzeit 2019/20 absolvierte der Stürmer bei DEAC Hockey aus Ungarn, ehe er nach einem kurzen Gastspiel in der zweiten Jahreshälfte 2020 bei den Diables Rouges de Briançon in der französischen Ligue Magnus seine Karriere im Alter von 33 Jahren beendete.

## Erfolge und Auszeichnungen
| - 2006 Ed-Chynoweth-Cup-Gewinn mit den Vancouver Giants - 2008 Ed-Chynoweth-Cup-Gewinn mit den Spokane Chiefs - 2008 Memorial-Cup-Gewinn mit den Spokane Chiefs - 2011 Teilnahme am CHL All-Star Game - 2011 Ray-Miron-President’s-Cup-Gewinn mit den Bossier-Shreveport Mudbugs | - 2012 Kelly-Cup-Gewinn mit den Florida Everblades - 2018 EIHL-Challenge-Cup-Gewinn mit den Belfast Giants - 2019 EIHL-Challenge-Cup-Gewinn mit den Belfast Giants - 2019 Britischer Meister mit den Belfast Giants |

## Karrierestatistik
(Legende zur Spielerstatistik: Sp oder GP = absolvierte Spiele; T oder G = erzielte Tore; V oder A = erzielte Assists; Pkt oder Pts = erzielte Scorerpunkte; SM oder PIM = erhaltene Strafminuten; +/− = Plus/Minus-Bilanz; PP = erzielte Überzahltore; SH = erzielte Unterzahltore; GW = erzielte Siegtore; 1 Play-downs/Relegation; Kursiv: Statistik nicht vollständig)